# Rode spuwende cobra
De rode spuwende cobra (Naja pallida) is een giftige slang uit de familie koraalslangachtigen (Elapidae).

## Naam en indeling
De wetenschappelijke naam van de soort werd voor het eerst voorgesteld door George Albert Boulenger in 1896. Oorspronkelijk werd de wetenschappelijke naam Naja nigricollis var. pallida gebruikt.

## Verspreiding en habitat
Deze soort komt voor in delen van noordelijk en oostelijk Afrika en leeft in de landen Egypte, Eritrea, Ethiopië, Kenia, Somalië, Soedan, Tanzania en Tsjaad. De habitat bestaat uit droge savannen, tropische en subtropische graslanden. Ook in door de mens aangepaste streken zoals landelijke tuinen kan de slang worden gevonden. De soort is aangetroffen van zeeniveau tot op een hoogte van ongeveer 1200 meter boven zeeniveau.

## Uiterlijke kenmerken
De kleur van de schubben loopt uiteen van rood tot grijs, met een zwarte band rond de keel. Het dier heeft een smalle kop. De lichaamslengte bedraagt 70 tot 120 centimeter.

## Levenswijze
De rode spuwende cobra is ’s nachts en in de vroege ochtend actief. De vrouwtjes zetten eieren af, het legsel bestaat uit maximaal 15 eieren. De eieren worden in een kuil of tussen rottende planten afgezet.
Als de cobra bedreigd wordt, spuit hij via kleine openingen in zijn giftanden gifdruppels naar zijn belager. Komt dit gif in de ogen terecht, dan kan dit blijvende oogschade en blindheid ten gevolge hebben. Deze druppels zijn echter niet dodelijk.

## Beschermingsstatus
Door de internationale natuurbeschermingsorganisatie IUCN is de beschermingsstatus 'veilig' toegewezen (Least Concern of LC).